# Campeonato Piauiense de Futebol de 2001
O Campeonato Piauiense de Futebol de 2001 foi o 61º campeonato de futebol do Piauí. A competição foi organizada pela Federação de Futebol do Piauí (FFP) e o campeão foi o Ríver.

## Premiação
| Campeonato Piauiense de 2001   |
| ------------------------------ |
| RIVER Tricampeão (25.º título) |